# Моисеев, Борис Измайлович
Борис Измайлович Моисеев (13 марта 1877 — май 1950) — социал-демократ, юрист, член Всероссийского учредительного собрания.

## Биография
По происхождению из дворян, отец — Измаил Аполлонович Моисеев, титулярный советник, заседатель дворянской опеки Семёновского уезда Нижегородской губернии (1897), мать — Л. А. Мельникова, внучатая племянница писателя П. И. Мельникова-Печерского, написала нескольких очерков о тяжёлой доле крестьянок, опубликованных в Нижегородских газетах. Отец давал читать своим сыновьям Сергею и Борису произведения писателей-демократов, а однажды показал им герценовскую «Полярную звезду».
После продажи имения в 1886 году семья переехала в Нижний Новгород. В 1898 году Выпускник Нижегородского дворянского института, поступил на юридический факультет Московского университета, но в марте 1899 арестован был исключен и за участие в студенческих волнениях выслан на родину. С 1898 находился под полицейским надзором.  В 1903 сослан в Архангельскую губернию, но в связи с болезнью жены разрешено перевести в Нижний Новгород. В 1905 году вступил в РСДРП. Служил в больничной кассе, с 1910 года стал помощником присяжного поверенного. 
В частности, в декабре 1910-мае 1911 годов, как помощник присяжного поверенного, вёл дело членов нижегородского губернского комитета партии эсеров Маврина, Рябчинского, Муратова и других, обвиняемых в распространении нелегальной литературы.
В 1917 года мобилизован, служил прапорщиком 212-го пехотного запасного полка в Усмани. Член РСДРП (и). 
1 апреля 1917 по инициативе Б. И. Моисеева прошло организационное собрание Усманского социалистического клуба. Клуб выделил для работы в «Усманской газете» Б. И. Моисеева и Б. П. Княжинского, но так как первый был занят политической работой, газета всецело легла на второго. С 30 марта Моисеев избран сначала председателем Усманского Совета солдатских депутатов, а затем солдатских и рабочих депутатов.
18 апреля (1 мая нов. ст.) в Усмани был торжественно отмечен революционный праздник. Толпа пела Рабочую марсельезу, похоронный марш борцам за революцию. Распорядителя митинга Б. И. Моисеева на руках, с криком «Ура!» отнесли в барак № 29 в полковом городке, где помещался полковой Совет солдатских депутатов.
19 мая 1917 Моисеев полемизировал на  Уездном Учительском Съезде после утверждений о «засилии» Совета. 
Летом 1917 фракция интернационалистов, в которую входили Л. Д. Троцкий, А. В. Луначарский, Д. Б. Рязанов, А. А. Иоффе, Б. И. Моисеев и другие, сыграла важную роль в усилении политических позиций большевиков. 
23 августа 1917 Б. И. Моисеев руководил толпой радикально настроенных крестьян и дезертиров, которые арестовали Б. Л. Вяземского в его имении Лотарёво и разгромили там винный погреб и электрическую станцию. 24 августа  Б. Л. Вяземский был доставлен на станцию Грязи, где его убили проезжавшие чрез станцию солдаты.
21 сентября (4 октября) 1917 года большевик  А. К. Сафонов сообщал в Московское областное бюро РСДРП(б) из Тамбова "Прибыл член ЦИК Советов Моисеев. Ещё не выяснил его роли. Думал меньшевик, а он говорит – большевик". Сафонова волновало то, что Моисеев и другие тамбовские социал-демократы  склонны к тому, чтобы выставить на выборах в Учредительное собрание общий список с эсерами-интернационалистами (то есть левыми эсерами). При решении вопроса об организации следственных комиссий в Козловском уезде Моисеев ратовал за то, чтобы следственная комиссия и коллегия обвинителей состояли из  коммунистов-юристов.
Избран во Всероссийское учредительное собрание в Тамбовском избирательном округе по списку № 7 (большевики и интернационалисты). Участвовал в единственном заседании Учредительного собрания 5 (18) января 1918 года. 
Избран делегатом I-ый и II-ой Всероссийские съезды Советов. На них избран членом ВЦИК 1-го и 2-го созывов. 
22 декабря (4 января) 1917 года Моисеев открыл прения на заседание ЦИК Советов Р.С. и К. Депутатов по финляндскому вопросу. Он сказал, что до открытия Всероссийского Учредительного собрания "ЦИК не вправе накладывать свою резолюцию по поводу столь важного вопроса, как отделение целой страны от государства". (Правда сообщала, что его замечание встречено "шумом и смехом").

26 октября 1917 на II Всероссийском съезде Советов рабочих и солдатских депутатов Моисеев высказал, что 
не следует делать правительство Керенского ширмой для прикрытия грязных поступков, какими в большинстве случаев является дезертирство. Каждый дезертировавший самым фактом оставления фронта предавал остающихся товарищей и должен быть наказан. В новом законе не может быть места тем, которые предавали своих товарищей
2 декабря (там же) Б. И. Моисеев выступил с докладом при обсуждении вопроса об аресте кадетов, членов Учредительного собрания. Он рассказал о том, как пытался протестовать в Смольном. Там его сначала убеждали " («какое вам дело до кадетов»?), а затем обозвали контрреволюционером. В этот момент в зале появился Ленин, и Моисеев, указывая на него, воскликнул: «Это — власть его». 
В марте 1918 году Б. И. Моисеев в качестве гласного выступил на Усманском земском собрании,  обсуждался вопрос о саботаже учительским союзов распоряжений советского правительства. По мнению Моисеева следовало привлечь в комиссию по образованию тех, кто готов работать, а разговоры о саботаже и тому подобном — бессмыслица. Автор заметки Н. Андреев подчеркнул, что летом 1917 года, когда Моисеев был председателем Совета С. Р. К. д., он много сил потратил на словесную борьбу с тем самым союзом учителей,  который защищал весной 1918-го. В заключение своего выступления Моисеев "напомнил собранию о зверском убийстве Шингарёва — окружил образ этого кадетского вождя ореолом мученика и борца за справедливость и народное дело, хвалил его как бывшего гласного Усманского Земства, и предложил собрать денег его оставшейся без средств семье".
В 1921—1923 годах работал в Экономическом управлении  Высшего совета народного хозяйства (ВСНХ) РСФСР

## Семья
- Жена — ?[10]
- Брат — Сергей Измайлович Моисеев (1879—1951), профессиональный революционер, большевик. В 1901 исключён из ИМУ за членство в студенческом исполнительном комитете и организацию сходки. 15 февраля 1902 разбрасывает листовки с галерки Нижегородского театра. В июне 1903 года сослан в Енисейскую губернию за организацию первомайской демонстрации. В начале 1905 года  бежал из ссылки за границу, в Женеве работает с Лениным. В ноябре 1905 года нелегально вернулся в Россию, арестован, освобождён по амнистии. Занят революционной работой, в 1910 году снова арестован и приговорён к пожизненному поселению в Сибири. В марте 1912 года бежит из ссылки во Францию. В сентябре 1917 возвращается в Россию. Участник Октябрьского вооруженного восстания в Москве. Начальник политотдела 1-й Украинской революционной армии. В марте 1918 года военный комиссар 38-й Рогожско-Симоновского советского полка, сформированного в Москве, вместе с ним  на Царицынском фронте.  Летом 1919 года член Реввоенсовета 10-й армии. Заболел сыпным тифом, затем служил в 12-й армии, где под Черниговом получил ранение. Во время польской кампании военком фронтовых учреждений и затем комиссар транспорта фронта. Демобилизован в 1921 году. Управделами Коминтерна, с осени 1929 работает за границей. С 1938 года пенсионер, в годы войны директор жигулевских известковых заводов[3]. Его жена, Анна Кузьминична Моисеева-Андронова (1889—1973), член ВКП(б) с 1921 года, похоронена с мужем в колумбарии Новодевичьего кладбища (100-4-1)[15].
- Сестра — Ксения Измайловна Кейзер (урождённая Моисеева,  	13 марта 1891—30 марта 1974)[3]

## Адреса
- 1926 — Москва, ул. Грановского, дом 5, Квартира № 119[16].

## Комментарии
1. ↑  Ленин выступил с ответной речью, но не как председатель Совнаркома, а как делегат съезда. Он сказал, что "Советы выше всяких парламентов, всяких учредительных собраний". По его мнению "не следует превращать Учредительное собрание в идола, а звание его депутата не может защитить тех, кто покушается на интересы трудящихся". Ему возражал В. М. Чернов и  В. А. Карелин, а левый эсер А. Л. Колегаев поддержал возможные репрессии против УС. Однако с небольшим перевесом голосов прошла резолюция Чернова, отвергавшая  противопоставление  Учредительного собрания Советам: «Учредительное собрание должно в своем законодательном творчестве претворить в жизнь чаяния масс, выраженные Советами. Ввиду этого съезд протестует против попыток отдельных групп столкнуть между собою Советы и Учредительное собрание». После этого съезд раскололся[10].